# Patria y vida
Patria y vida (La patrie et la vie), paru le 16 février 2021, est un clip de six artistes Afro-Cubain : Yotuel Romero, Descemer Bueno, le duo du groupe Gente de Zona et les rappeurs Maykel Osorbo et El Funky. Cette parodie ironique du slogan castriste « Patria o muerte » critique les résultats de soixante ans de gouvernance communiste à Cuba.
Patria y vida est devenu un hymne et un slogan contestataires au gouvernement communiste de Cuba notamment lors des manifestations du 11 juillet 2021. Patria y vida a reçu deux prix du Latin Grammy Award pour l'année 2021 : meilleure chanson de l'année et meilleure chanson urbaine et le magazine Rolling Stone classe Patria y vida parmi les 50 meilleures chansons de l'année 2021.

## Interprètes et réalisateurs

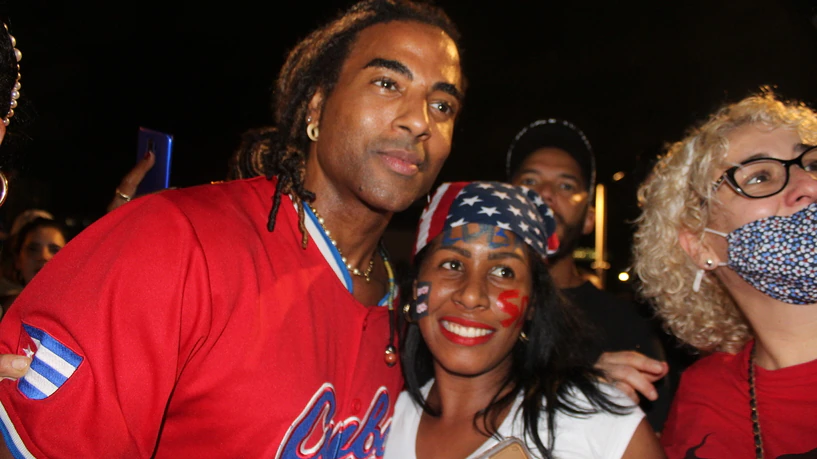
Yotuel Romero lors d'une manifestation de soutien au peuple cubain en juillet 2021.

Pour ce clip, enregistré à La Havane et à Miami, six artistes cubains du rap et du reggaeton vivant à Cuba ou en exil se sont réunis. Ce sont Yotuel Romero, Descemer Bueno, le duo du groupe Gente de Zona (Randy Malcom et Alexander Delgado) et les rappeurs Maykel Castillo Perez, connu sous le nom de El Osorbo, et Eliécer Márquez Duany connu sous le nom de El Funky, qui interprètent  sur les réseaux sociaux Patria y Vida.  Yotuel Romero, Descemer Bueno et le duo de Gente de Zona ont quitté Cuba et sont installés à l'étranger par contre El Funky et Maykel Osorbo vivaient toujours dans l'île lors de l'enregistrement du clip.Maykel Osorbo,  a déjà été condamné à 18 mois de prison en 2018 pour avoir critiqué le régime castriste. En novembre 2020, El Funky et Mayeul Osorbo, membres du mouvement San Isidro, ont été arrêtés temporairement pour avoir manifesté et demandé la démission du ministre de la Culture,. À la suite de la sortie de Patria y vida, Maykel Osorbo a été arrêté à deux reprises notamment le dimanche 8 mars. L'arrestation d'autres militants dont plusieurs féministes aurait pour origine la volonté des autorités d'empêcher des protestations à l'occasion de la Journée internationale des femmes.
Maykel Osorbo est de nouveau arrêté le 18 mai 2021 et poursuivi pour « résistance, outrage à la justice et agression ». Par contre, El Funky a pu quitter Cuba en octobre 2021. Il a été reçu à Miami par Yotuel Romero. 
Asiel Babastro est le réalisateur du clip vidéo de la chanson. Anyelo Troya, est le réalisateur du côté cubain, ce dernier est condamné à un an de prison pour « désordre public » après sa participation aux manifestations du 11 juillet 2021. En juin 2022, Luis Manuel Otero Alcántara et Maykel Castillo Pérez sont condamnés respectivement à cinq et neuf ans de prison.

## Présentation
Le titre Patria y vida prend le contre-pied du slogan révolutionnaire Patria o muerte. Selon l’histoire officielle du régime castriste, un des slogans de la révolution cubaine, dirigé par Fidel Castro, est Patria o muerte (Patrie ou la mort). Ce slogan a été diffusé des millions de fois dans la propagande cubaine officielle, comme c'est aussi le cas pour Hasta la victoria siempre (Toujours jusqu’à la victoire).

Selon les interprètes, Patria y vida exprime les sentiments des Cubains qui vivent encore sur l'île et de ceux qui se sont exilés : 

« Plus de mensonges. Le peuple demande la liberté, plus de doctrine. Nous ne crions plus patrie ou mort, mais Patria y vida. »

  Ils mettent en avant les difficultés sociales et critiquent l'absence d'élections libres depuis 1959, date de la prise de pouvoir par le régime castriste : « Mon peuple pleure et j’entends sa voix », « Mon peuple demande la liberté, plus de doctrines ». Ils mentionnent l'anniversaires des cinq cents ans de la création de La Havane et les fastes de la cérémonie alors qu'« à la maison, les casseroles n’ont plus de repas ». Ils évoquent la manifestation du 27 novembre 2020 (mouvement 27N) où environ 300 artistes ont manifesté devant le ministère de la Culture à La Havane pour demander la liberté d’expression dans l'île.  
 
La première image est un billet de banque, à l’effigie de José Martí, qui brule pour laisser apparaitre, derrière ses cendres, le roi dollar avec l'image de George Washington. Elle dénonce la réforme monétaire en cours qui permet au dollar américain de circuler dans l'île alors que Cuba est en confrontation permanente avec les Etats-Unis : « Switching Che Guevara et Martí pour la monnaie, ». Puis apparait l’artiste cubain Luis Manuel Otero Alcántara, membre du mouvement San Isidro à l'initiative de manifestations pour obtenir une plus grande liberté d'expression dans l'île,.

## Réactions

### Gouvernement cubain
Les autorités cubaines, par l'intermédiaire de la presse officielle, indique que ce clip a pour origine la « mafia de Miami ». Granma, le quotidien du Parti communiste cubain, précise qu'il s'agit d'une « grossière ingérence politique »,. Le président Miguel Diaz-Canel est intervenu en personne à plusieurs reprises pour, lui aussi, disqualifier Patria y vida  : « Votre chant provocateur ne me fait pas peur, ni ne me met en garde ; je sais que tant que brillera le fort soleil de la dignité, personne ne se rendra ici, ni le socialisme, ni la patrie, ni la mort ».

### Opposition cubaine

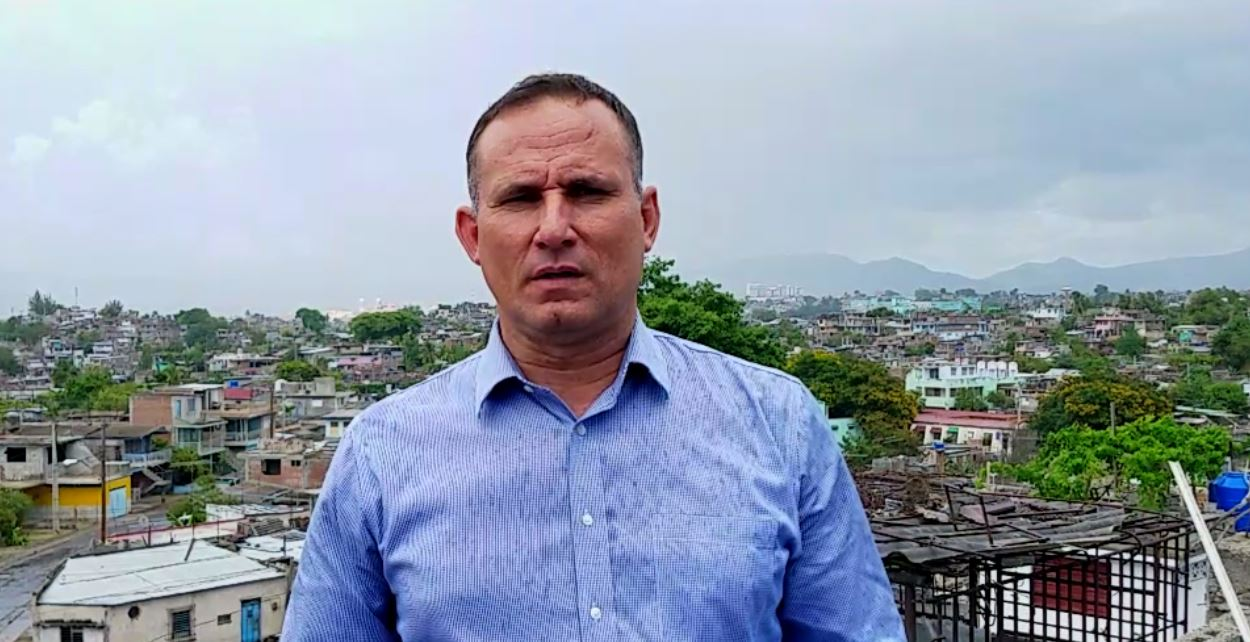
José Daniel Ferrer.

L'artiste cubain Luis Manuel Otero Alcántara, membre du mouvement San Isidro,  apparait dans la vidéo serrant un drapeau cubain au coté du rappeur Maykel Osorbo. Il indique au média indépendant 14ymedio que ce clip permet « d'attirer l'attention sur la société, les Noirs du quartier San Isidro, les Noirs du quartier Cerro, ceux qui se dressent en files interminables », le clip doit participer à un projet de reconstruction de Cuba avec les Afro-Cubains. En mars 2021, le Mouvement San Isidro organise la plateforme Patria y vida pour appeler à un dialogue national  en y associant le gouvernement cubain.
Le 26 février 2021, l'opposant José Daniel Ferrer est arrêté chez lui à Santiago de Cuba sans raison apparente selon ses proches. Depuis avril 2020, il est placé en détention à domicile. Néanmoins il a peint sur la façade de sa maison les mots Patria y Vida en référence au vidéoclip. Puis José Daniel Ferrer est remis en liberté dix heures après son arrestation, un juge lui ayant demandé de cesser ses activités politiques,. À Camagüey plusieurs personnes sont arrêtées pour avoir crié Patria y vida. Rosa María Payá apporte aussi son soutien au vidéo clip Patria y vida.

### Parlement européen
À la suite des attaques des autorités cubaines à l'égard des interprètes de Patria y vida et à l'initiative des députés européens Dita Charanzová et Leopoldo López Gil, plusieurs dissidents et artistes cubains viennent témoigner de leurs propres expériences de violations des droits de l'homme à Cuba, devant le parlement européen.  
Dita Charanzová, vice présidente du parlement européen, partage le vidéoclip sur son compte twitter : « Pour que tout le monde soit conscient de la réalité cubaine ».

### Slogan protestataire

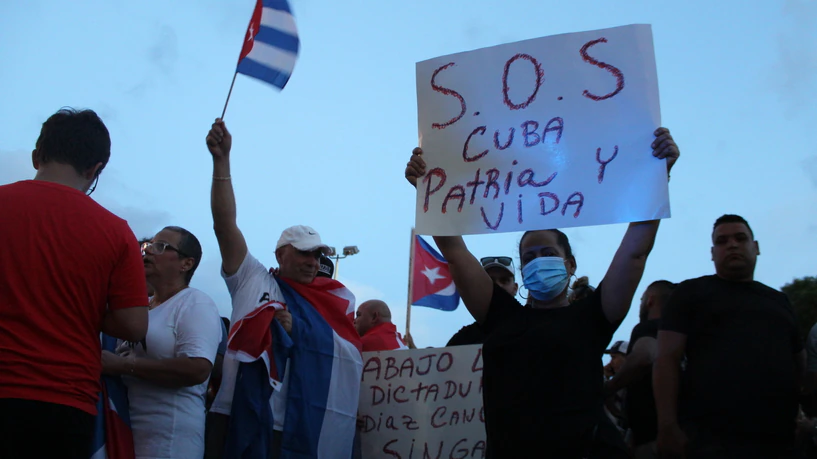
Manifestation de soutien à Miami.

Le 11 juillet 2021, des manifestations se tiennent  à Cuba contre le gouvernement communiste de Miguel Díaz-Canel. Les participants scandent notamment « Patria y vida ». Le hashtag #PatriaYVida est utilisé sur les réseaux sociaux pour diffuser les manifestations avec d'autres tels que #SOSCuba. L'expression est considérée comme un symbole d'opposition au gouvernement cubain et la chanson comme hymne des protestations,.
En mars 2024, lors de nouvelles manifestations de rue, des cubains utilisent le slogan « Patria y vida », associé à des revendications pour demander la liberté, de la nourriture ou encore le rétablissement pérenne de l'électricité sur l'île,.

## Récompenses
- Deux prix du Latin Grammy Award pour l'année 2021 : meilleure chanson de l'année et meilleure chanson urbaine. Le prix a été remis à seulement quatre des  interprètes par Gloria Estefan, Maykel Osorbo Castillo étant toujours détenu à Cuba[31],[32]. Pendant la cérémonie El Funky, dédie l'interprétation de Patria y vida à tous les prisonniers politiques cubains, dont Maykel Osorbo[33].
- Le magazine Rolling Stone classe Patria y vida parmi les 50 meilleures chansons de l'année 2021[34].

## Reprises
En mars 2021, alors que le vidéo clip a atteint trois millions de vues sur YouTube le 5 mars, la chanteuse espagnole Beatriz Luengo reprend sa propre version de Patria y vida. C'est aussi le cas d'Alexis Valdés et de sa compagne Claudia Lanzan.

## Documentaire
Patria y Vida: The Power of Music est un documentaire de l'Espagnole Beatriz Luengo. Il a reçu le prix du meilleur documentaire au festival du film de Los Angeles en 2023 ,.

## À voir